# Anders Nilsson (född 1935)
Anders Nilsson, född 18 maj 1935 i Larvs församling i Skaraborgs län, är en svensk arbetsförmedlare och socialdemokratisk politiker, som mellan 1982 och 1998 var riksdagsledamot för Skaraborgs läns valkrets.